# Augustin Lehmann
Pour les articles homonymes, voir Lehmann.
Augustin Lehmann ou Lémann (1836-1909) est un prêtre catholique français, et le frère jumeau de Joseph Lehmann. Élevés dans une riche famille juive ashkénaze de Lyon, ils se convertissent ensemble au catholicisme à l'âge de 18 ans et sont ordonnés prêtres à 24.

## Biographie
Achille Lehmann (futur Augustin), et son frère jumeau monozygote Édouard (futur Joseph) naissent le 18 février 1836 à Dijon. Tôt orphelins, ils sont élevés par des oncles et tantes dans une riche famille juive de l'aristocratie lyonnaise.

### Conversion et ordination
Le 29 avril 1854, alors âgé de 18 ans, Édouard et Achille sont baptisés dans l’Église catholique, à l'insu de leur famille, et prennent les noms de Joseph et Augustin. La découverte de leur conversion crée un grand émoi dans leur famille et la communauté juive locale qui font pression sur les jeunes hommes afin qu'ils renient leur nouvelle foi. Les injonctions du rabbin, les menaces des oncles et les pleurs des tantes n'y font rien, les deux frères restent inébranlables : « Nous sommes chrétiens ! Nous resterons chrétiens ! ».
Les deux frères sont ordonnés prêtres en 1860.

## Vie pastorale
Augustin est professeur aux facultés catholiques de Lyon. 
Proches du pape Pie IX, les deux frères participent au Ier concile œcuménique du Vatican et y rédigent un Postulatum.
Ils fondent en 1892 le couvent Notre-Dame du Mont-Carmel à Haïfa pour les Carmélites, mais aussi plusieurs orphelinats et des écoles.
Les deux frères sont faits chanoines honoraires de la Primatiale de Lyon en 1894, chanoines honoraires des cathédrales de Beauvais, Bourges, Langres et Reims. En 1899, ils sont encore faits chanoines honoraires de Montpellier. 
Le 18 avril 1908, le cardinal Coullié, archevêque de Lyon, leur fait part de l'arrivée des lettres pontificales du pape Pie X leur conférant la dignité de Prélats domestiques de Sa Sainteté, dits encore Prélats Romains, ce qui leur donne le titre de Monseigneur. Les deux Brefs conférant à chacun la prélature (Te Antistitem Urbanum seu Domus Pontificalis Praesulem facimus), signés par le cardinal Merry del Val, sont datés du 7 avril 1908.

## Publications
Signées par les deux frères Lehmann
- Une très ancienne prophétie
- Valeur de l'assemblée qui prononça la peine de mort contre Jésus-Christ, Poussièlge frères, 1876
- La cause des restes d'Israël introduite au concile œcuménique du Vatican, 1912

Signées par Augustin Lehmann
- Histoire complète de l'idée messianique chez le peuple d'Israël, 1909
- L'antéchrist, Emmanuel Vitte, 1905
- L'avenir de Jérusalem
- Les étapes d'une nation qui meurt, Victor Lecoffre, 1885
- Dieu a fait la France guérissable, Victor Lecoffre, 1884
- La police autour de la personne de Jésus-Christ, Victor Lecoffre, 1895
- L'avenir de Jérusalem, 1901
- Un fléau plus redoutable que la guerre, la peste, la famine, 1907
- Une très ancienne prophétie, Victor Lecoffre, 1885
- Dénouement de la persécution, Ancienne Maison Briday, 1886
- Satan contre Jésus, Texte en ligne

## Sources
- P. Théotime de Saint-Just OMC, Les Frères Lémann, Juifs convertis, Paris, Librairie S. François, 1937